# Kościół św. Małgorzaty w Ciechocinie
Kościół świętej Małgorzaty – rzymskokatolicki kościół parafialny należący do parafii pod tym samym wezwaniem (dekanat lubicki diecezji włocławskiej).
Budowa świątyni została rozpoczęta zapewne przez Zbyluta z Gołańczy w drugiej połowie XIV wieku. Kościół pierwotnie nosił cechy stylu gotyckiego, jednakże zostały one zatarte. Świątynia jest murowana i została wzniesiona z kamienia, natomiast przybudówki zostały zbudowane z cegły. Kościół powstał na planie wydłużonego prostokąta, posiada trzy nawy, jego wnętrze zostało przebudowane w stylu neogotyckim. Wnętrze korpusu zostało rozdzielone w 1891 roku ośmioma kolumnami w stylu neogotyckim. Nawę główną świątyni nakrywa pozorne sklepienie kolebkowe, nawy boczne płaski strop. Na zewnątrz kościół opinają w narożnikach i połowie ściany północnej trójskokowe przypory. Zakrystia i kruchta zostały dobudowane bądź przebudowane w XVIII wieku. Mogło to się wydarzyć podczas wojny północnej 1700-1721. Jak podają wizytacje z roku 1710-1711 świątynia została zniszczona przez pożar, natomiast okazałe zabudowania parafialne zostały zniszczone przez Szwedów. W czasie odbudowy powstało wyposażenie i wystrój kościoła, reprezentujące styl barokowy. Ołtarz główny jest ozdobiony obrazem Matki Bożej Różańcowej z Dzieciątkiem, w obramowaniu jest umieszczonych kilka plakietek wotywnych. W górnej kondygnacji jest umieszczony św. Mikołaj. Ołtarz jest ozdobiony rzeźbami św. Pawła, św. Antoniego z Dzieciątkiem oraz dwóch aniołów. Dwa ołtarze boczne, reprezentują styl późnobarokowy i poświęcone są świętemu Walentemu i Jezusowi Ukrzyżowanemu.